# Wiehlea
Wiehlea là một chi nhện trong họ Linyphiidae.